# 이호르 수르키스
이호르 수르키스(Ihor Surkis, 1958년 11월 22일 ~ )는 유대인 출신의 우크라이나의 기업인이자 FC 디나모 키예프의 구단주이다.
1958년 우크라이나 키예프 출생으로, FC 디나모 키예프의 구단주로 그의 동생 역시 우크라이나 축구 연맹의 리더이기도 하다.
2006년 FC 카르파티 리비우와의 경기 중 상대편 팬들이 수르키스에게 안티 유대인 모욕을 내던져 벌금 5000달러를 물기도 했다.